# Биричев, Иван Иванович
Иван Иванович Биричев (1895 — 1985) — советский военачальник, генерал-майор (1940).

## Биография
Родился 11 сентября 1895 года в деревне Аносово Приводинской волости Великоустюжского уезда Вологодской губернии, русский.
После окончания городского училища работал писарем в казначействе города Великий Устюг.
Участник Первой мировой войны — был призван на службу в июне 1915 года и зачислен во 2-й сводно-гвардейский батальон, размещавшийся в городе Старый Петергоф. После окончания учебной команды, стал ефрейтором. С апреля по июль 1916 года учился во 2-й Ораниенбаумской школе прапорщиков, по окончании которой был произведен в прапорщики и назначен младшим офицером роты в 101-й пехотный полк в городе Саранске. В феврале 1917 года был переведен в 289-й пехотный полк, дислоцированный в городе Зубцов Тверской губернии, а после Февральской революции был направлен на Западный фронт, где воевал в составе 60-го Сибирского стрелкового полка в должности младшего офицера 2-й роты. После Октябрьской революции стал командиром этой роты. В январе 1918 года Биричев был демобилизован.
Член РКП(б)/КПСС с 1918 года. Участник Гражданской войны в России — в РККА 9 ноября 1918 года. С августа 1920 года воевал на Южном фронте. В мае 1921 года был назначен начальником караульной команды Северо-Двинского губернского военкомата города Великий Устюг, с ноября этого же года командовал 12-м отдельным батальоном ЧОН. В августе 1924 года служил в 60-м стрелковом полку 20-й стрелковой дивизии Ленинградского военного округа. С декабря 1932 года Биричев был руководителем общей тактики в Инженерно-технической академии связи РККА им. В. Н. Подбельского в Москве. В ноябре 1938 года — назначен начальником Мичуринских КУКС запаса. С января 1939 года состоял в Специальной группе для особых поручений при Военном совете Московского военного округа. 14 августа 1939 года в звании полковника (комбриг с 4 ноября 1939 года) И. И. Биричев был назначен командиром 1-й Московской стрелковой дивизии. Генерал-майор с 4 июня 1940 года. 17 июня 1940 года приказом Народного комиссариата обороны был отстранен от командования дивизией и назначен на должность офицера для поручений при командующем войсками Московского военного округа. С ноября 1940 по 20 июня 1941 года был старшим помощником инспектора пехоты округа.

### ВВеликой Отечественной войне
С началом Великой Отечественной войны генерал-майор Иван Иванович Биричев назначен начальником штаба 61-го стрелкового корпуса Московского военного округа и с ним убыл на фронт, ранен в начале июля 1941 года.
9 августа 1941 года вступил в командование 103-й моторизованной дивизией 24-й армии Резервного фронта. С 5 ноября командовал 108-й стрелковой дивизией и участвовал с ней в битве за Москву.
С начала марта по май 1942 года находился в госпитале. После выздоровления, с мая 1942 года и до конца войны, занимал должность начальника отдела боевой подготовки штаба Западного фронта (с 24 апреля 1944 года — 3-й Белорусский фронт).

### После войны
После войны находился на лечении по болезни в госпитале, затем в сентябре 1945 года стал начальником Управления боевой и физической подготовки Барановичского военного округа, с марта 1946 года — Белорусского военного округа. В июне 1947 года был назначен старшим научным сотрудником 1-го отдела Уставного управления Генштаба ВС СССР. 27 декабря 1948 года генерал-майор И. И. Биричев уволен в запас.
Будучи на пенсии, участвовал в военно-патриотической работе среди учащихся школ, техникумов и ПТУ Москвы, Можайского и Одинцовского районов. Автор книги «108-я стрелковая дивизия в боях за освобождение Можайска» / В битве за Москву. — 1974.
Умер 8 марта 1985 года в Москве.
Похоронен в Можайске.

## Воинские звания
- Полковник (предположительно 1936)
- Комбриг (4 ноября 1939)
- Генерал-майор (4 июня 1940)

## Награды
- орден Ленина (21.02.1945)[2]
- четыре ордена Красного Знамени (20.07.1943, 18.08.1944, 3.11.1944, 20.06.1949)
- орден Кутузова 2-й степени (19.04.1945)
- два ордена Отечественной войны 1-й степени (14.06.1945, 11.03.1985)
- медали, среди которых медаль «За оборону Москвы»[3]
- Почётный гражданин Можайска[1].

## Память

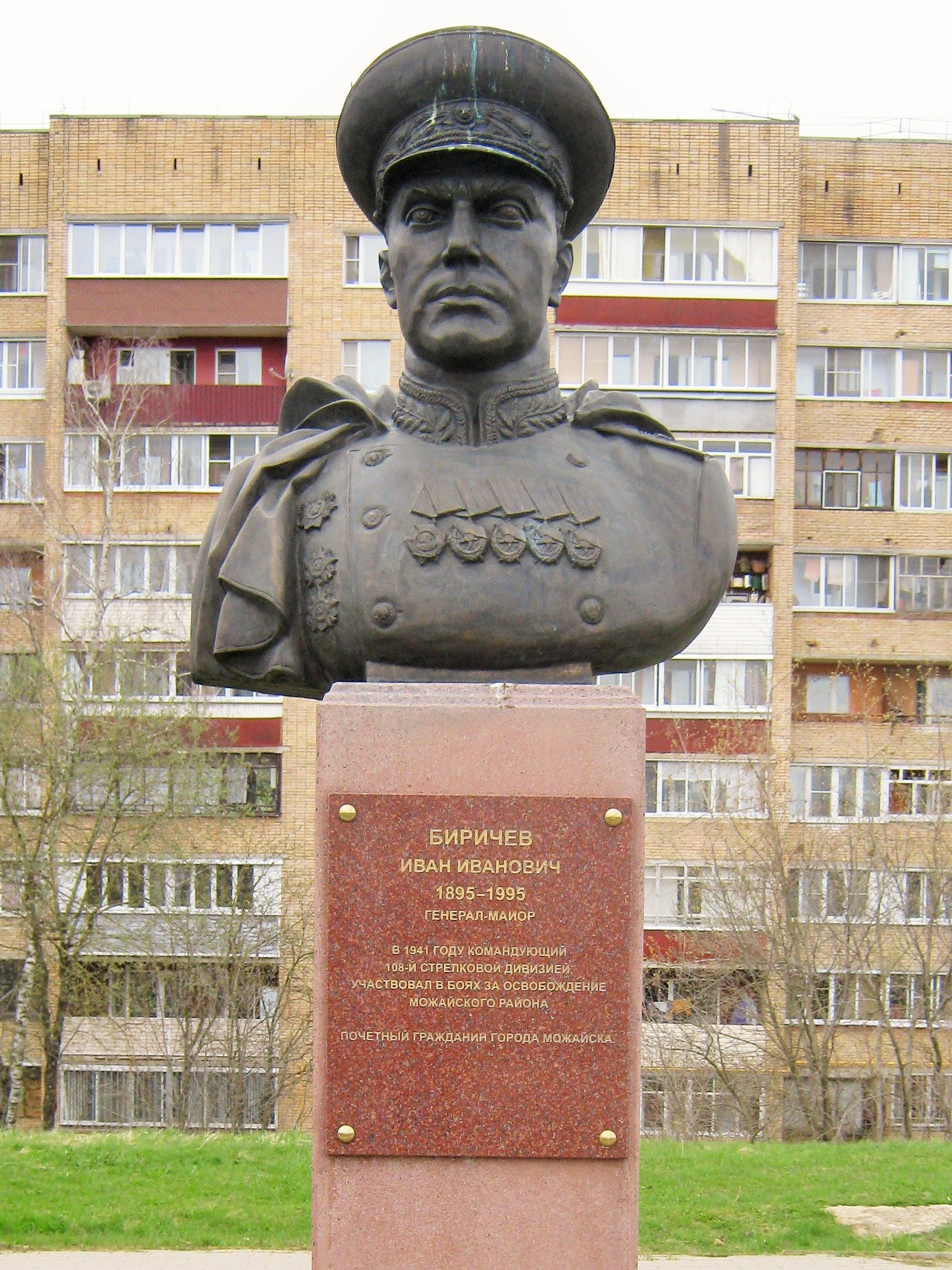
Бюст И. И. Биричева на аллее Героев в Можайске

- Именем И. И. Биричева названы улицы в Наро-Фоминске и Можайске[4].

## См .также
- 1-я мотострелковая дивизия
- 1-я гвардейская мотострелковая дивизия